# Cyrtodactylus lekaguli
Espèce
Cyrtodactylus lekaguli est une espèce de geckos de la famille des Gekkonidae.

## Répartition
Cette espèce est endémique de Thaïlande. Elle se rencontre dans les provinces Trang, de Phang Nga et de Surat Thani.

## Étymologie
Cette espèce est nommée en l'honneur de Boonsong Lekagul (1907–1992).

## Publication originale
- Grismer, Wood, Quah, Anuar, Muin, Sumontha, Ahmad, Bauer, Wangkulangkul, Grismer et Pauwels, « A phylogeny and taxonomy of the Thai-Malay Peninsula Bent-toed Geckos of the Cyrtodactylus pulchellus complex (Squamata: Gekkonidae): combined morphological and molecular analyses with descriptions of seven new species », Zootaxa, vol. 3520, 2012, p. 1–55.